# Mare de Déu de Gràcia de Vilalba dels Arcs
La Mare de Déu de Gràcia de Vilalba dels Arcs és una església del municipi de Vilalba dels Arcs (Terra Alta) protegida com a bé cultural d'interès local.

## Descripció
L'església de la Mare de Déu de Gràcia és davant la parròquia de Sant Llorenç, en una de les zones més elevades de la població. L'edifici de la Confraria, actualment fora de culte, va ser església des de principis del segle xv, tot i que fou construït amb una funcionalitat civil, com manifesten les estructures productives descobertes recentment. Des del segle xvii és seu de la confraria mariana que li dona nom.
És un edifici de planta rectangular d'una sola nau i orientat al nord. Els murs perimetrals són de maçoneria de pedra mitjana acarada i lligada amb argamassa de calç. Coberta amb un bigam de fusta i teula a doble vessant, suportat per tres arcs de diafragma bastits amb carreus i fonamentats sobre pilars de grans carreus. El presbiteri s'alça sobre una volta catalana de maons plans que es recolzen sobre dos arcs rebaixats A l'alçada del tercer arc diafragma un mur transversal delimita una cripta, també transversal, que originalment s'obria a l'exterior a través dels esmentats arcs. Al mig de la nau, en sentit longitudinal hi ha dos grans vasos funeraris del segle xvii. Al mur est s'hi obren tres finestres del segle xv (modificades i ampliades posteriorment).
Estilísticament, l'edifici correspon als darrers anys del segle xiii o començaments del XIV. La reforma que transformà totalment la concepció espacial i funcional de l'edifici es realitzà en el primer quart del segle xv, en el marc dels corrents goticistes del moment.
La façana es va construir sobre un basament de pedra sorrenca, té una porta de cavallers, i la porta en arc de mig punt presenta gran dovelles, característiques de les construccions catalanes d'aquest moment. A ambdós costat de la porta i més altes s'obriren dues petites finestres treballades en pedra, d'arc trilobulat i d'escassa llum, que il·luminaven els peus de l'església.

## Història
Aquesta església és atribuïda als templers. Als arcs torals hi ha escuts de l'orde dels templers. En una carta de poblament del 1224 trobem una referència al solar on es va construir. En la reforma del segle xv es va modificar la façana i la capella major. En la Guerra Civil de 1936-1939 es van destruir diferents retaules: un de gòtic atribuït a Jacomart i els de santa Madrona, Sants Cosme i Damià, Santa Anna i Nostra Senyora del Roser.